# Порталегре
Вижте пояснителната страница за други значения на Порталегре.
Порталѐгре (на португалски: Portalegre, произнася се най-близко до Пурталегри) е град в Централна Португалия в едноименния окръг Порталегре на област (регион) Алентежо. Население 15 462 жители (по данни от преброяването от 2011 г.).